# Grafengehaig
Grafengehaig ist ein Markt im oberfränkischen Landkreis Kulmbach.

## Geografie

### Geografische Lage
Grafengehaig liegt am Westhang des Steinbruchberges im Naturpark Frankenwald, umgeben von tiefen Tälern auf einer Höhe von 568 bis ca. 700 Meter über dem Meeresspiegel. Die Täler entsprechen den asymmetrischen Talformen des Südwestfrankenwaldes, das heißt, die Südhänge sind flacher als die Nordhänge, eine Folge geomorphologischer Vorgänge seit der letzten Eiszeit. Reste von Terrassenbildung werden im Bereich des Steinachtales vermutet.

### Aussichtspunkte
Ein Aussichtsfelsen befindet sich oberhalb von Grafengehaig auf 646 m ü. NHN zwischen der Hohenreuther Siedlung und dem Steinbruchberg (688,1 m ü. NHN). Der etwa 400 Meter lange Aufstieg ist ab der Hohenreuther Siedlung in Grafengehaig ausgeschildert. Oben bietet sich ein Ausblick über das Steinachtal, die Höhen des Frankenwaldes und ins Fichtelgebirge.
In der Nähe der Ortschaft Grafengehaig befindet sich der höchste Berg des Frankenwaldes, der Döbraberg (794,6 m ü. NHN, etwa acht Kilometer entfernt), sein Turm ist rin Aussichtspunkt.

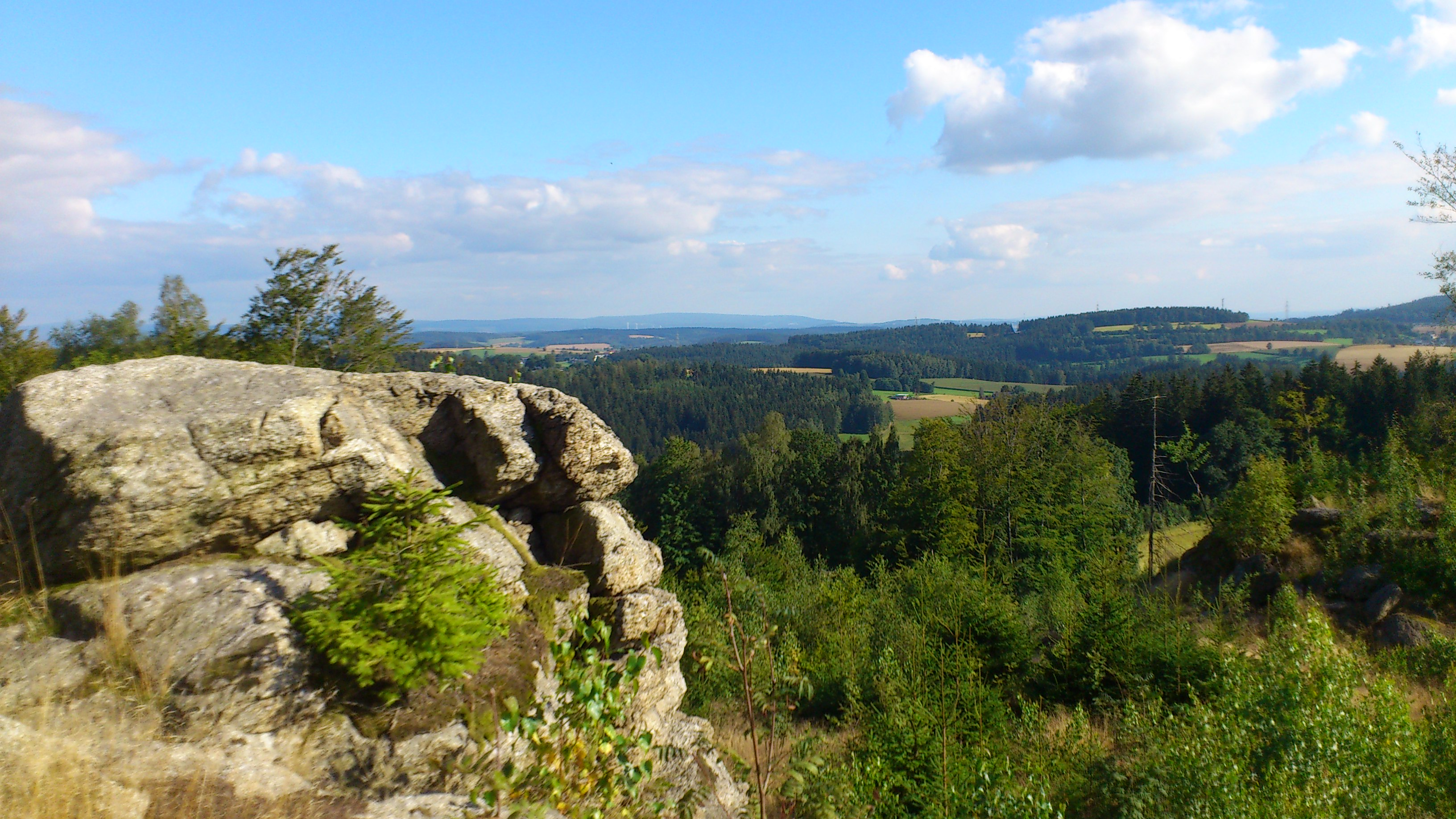
Aussichtsfelsen, Blickrichtung Südost
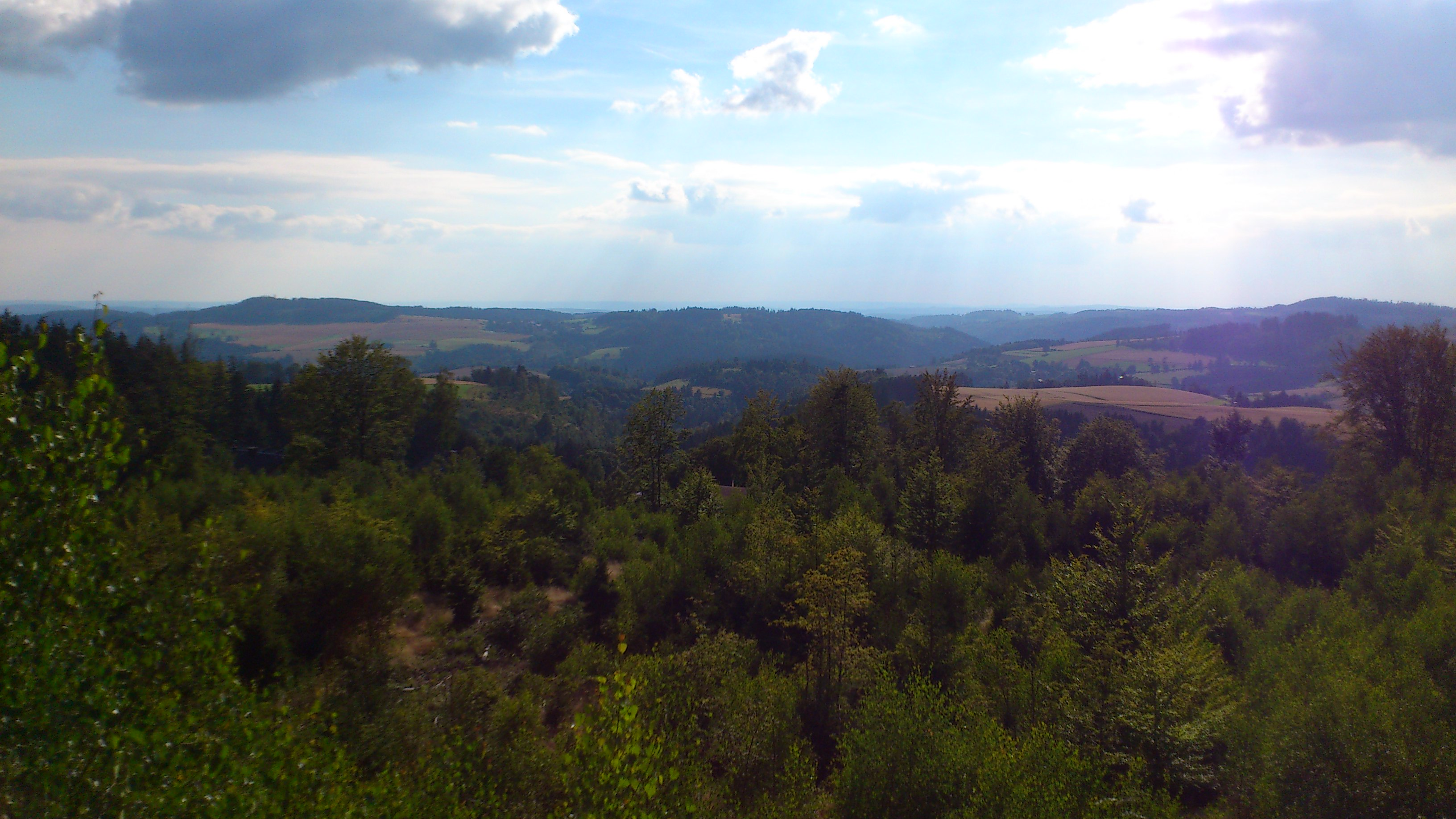
Aussichtsfelsen, Blickrichtung Südwest

### Gemeindegliederung
Die Gemeinde Grafengehaig hat 28 Gemeindeteile (in Klammern ist der Siedlungstyp angegeben):
- Bromenhof (Einöde)
- Eppenreuth (Dorf)
- Grafengehaig (Hauptort)
- Grünlas (Dorf)
- Guttenberger Hammer (Weiler)
- Hetzenhof (Einöde)
- Hintererb (Einöde)
- Hohenreuth (Weiler)
- Höhhof (Einöde)
- Horbach (Dorf)
- Hübnersmühle (Einöde)
- Hüttenbach (Weiler)
- Mehlthaumühle (Einöde)
- Mesethmühle (Einöde)
- Oberweißenstein (Einöde)
- Rappetenreuth (Dorf)
- Schindelwald (Weiler)
- Schlockenau (Dorf)
- Seifersreuth (Dorf)
- Vollauf (Einöde)
- Vollaufmühle (Einöde)
- Vordererb (Einöde)
- Walberngrün (Dorf)
- Waldhermes (Weiler)
- Weidmes (Dorf)
- Weiglas (Weiler)
- Weißenstein (Weiler)
- Zegast (Weiler)

Die Gemeindeteile Mesethmühle-Horbach und Mesethmühle-Walberngrün sind mit der Eingemeindung von Horbach und Walberngrün am 1. Januar 1972 erloschen und zum neuen Gemeindeteil Mesethmühle vereinigt. Die Einöde Loh zählt zum Gemeindeteil Walberngrün, die Einöde Pulvermühle ist wüst gefallen.
Es gibt auf dem Gemeindegebiet die Gemarkungen Eppenreuth, Grafengehaig, Grünlas, Horbach, Rappetenreuth, Schlockenau, Walberngrün und Weidmes.

### Angrenzende Gemeinden
Guttenberg, Helmbrechts, Marktleugast, Presseck, Stadtsteinach.

## Geschichte

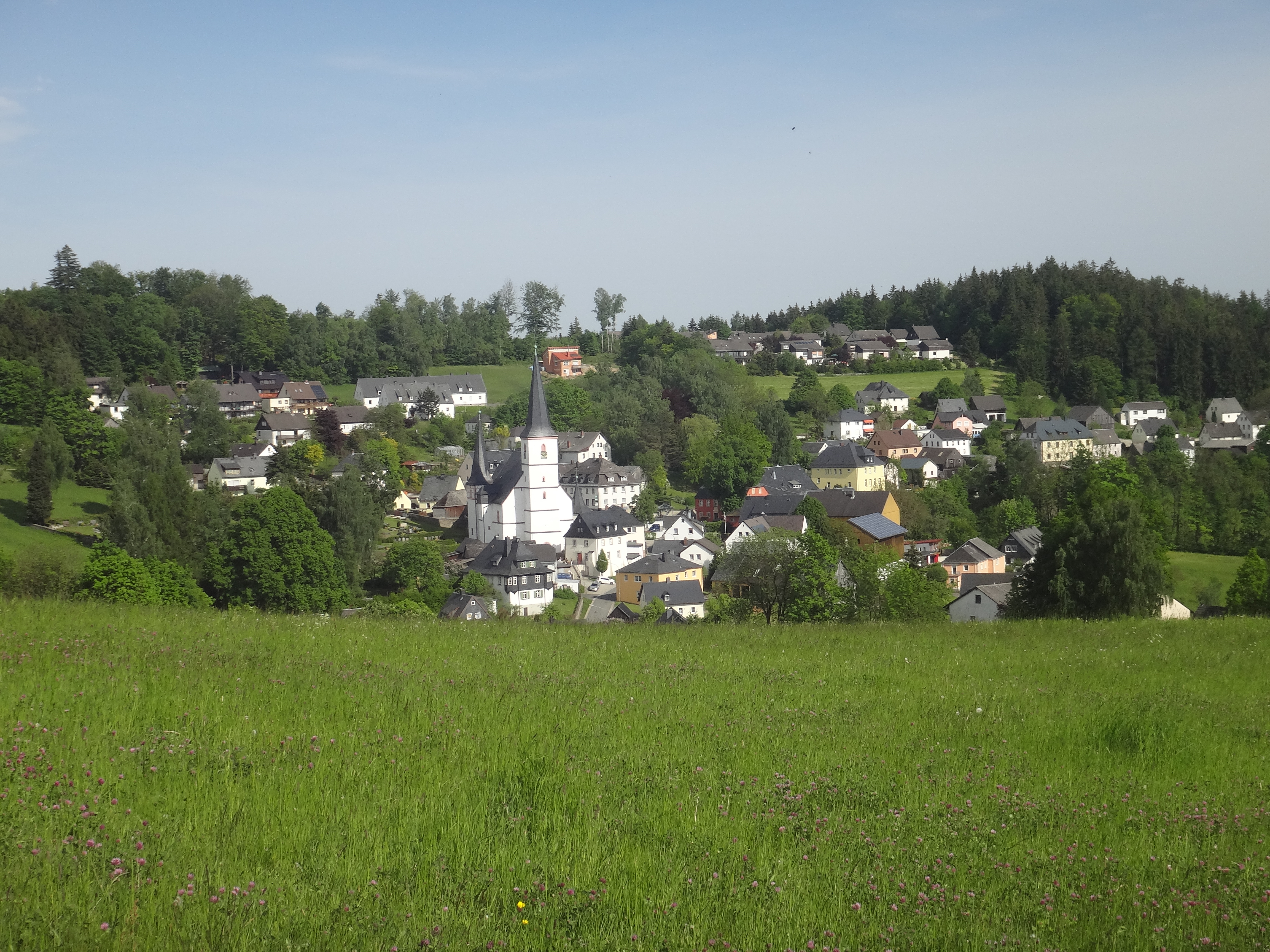
Grafengehaig Ortsmitte

Grafengehaig von Nordwesten

### Bis zum 19. Jahrhundert
Die geschichtlichen Anfänge Grafengehaigs sind in der Zeit um die erste Jahrtausendwende anzusetzen. Es wurde in einem rückdatierten Vertrag der Grafen von Henneberg aus dem Jahre 1017 erstmals erwähnt. Die Echtheit des Vertrags ist allerdings umstritten, deshalb ist eine Urkunde aus dem Jahre 1318 weitaus wichtiger. Mit dieser wurde das „castrum Wildenstein“ mit seinen dazugehörigen Ortschaften vom Bamberger Bischof Wulving von Stubenberg an Nikolaus von der Grün verkauft. In einer Urkunde, die im Zeitraum von 1326 bis 1328 entstanden ist, wird der Ort explizit als „Gravengehewe“ erwähnt. Das Grundwort gehewe bedeutet Rodung, mit dem Bestimmungswort sind die Grafen von Henneberg gemeint.
Im Jahre 1455 wurde ein Veit von Wildenstein genannt, der Gründer einer Frühmesse, möglicherweise in Verbindung mit einer Pfründe. Beides hat wahrscheinlich dazu geführt, dass die Pfarrei zu einer Kaplanei erhoben wurde. In dieser Zeit wurden auch die Herren von Guttenberg mit ihren Grundholden zumindest für den unteren Ortsbereich erwähnt. Ab 1585 übten die beiden Geschlechter ein Compatronat aus. Nach dem Dreißigjährigen Krieg ging um 1632 das Wildensteiner Geschlecht unter, wodurch das Patronat an die Bischöfe von Bamberg überging. Nach kurzer Zeit kam es an die Freiherren Voit von Rieneck mit Sitz in Heinersreuth. Im weiteren Gemeindegebiet hatten auch die Freiherren von Guttenberg verstreute Rechte.
Gegen Ende des 18. Jahrhunderts bestand Grafengehaig aus 35 Anwesen. Das Hochgericht sowie die Dorf- und Gemeindeherrschaft hatte das Herrschaftsgericht Wildenstein. Grundherren waren
- das Herrschaftsgericht Wildenstein: Altes Schloss, 10 Güter, 16 Tropfhäuser, 1 Wirtshaus;
- das Burggericht Guttenberg: 1 Gut, 1 Haus mit Farbstatt;
- das Rittergut Steinenhausen: 1 Schenkstatt, 1 Gut, 2 Tropfhäuser;
- die Pfarrei Grafengehaig: Kirche, 1 Wohnhaus;
- Schule: ein halbes Haus.[8]

Seit dem Reichsdeputationshauptschluss von 1802 gehörte Grafengehaig zum Herzogtum Bayern. Mit dem Gemeindeedikt wurde 1808 der Steuerdistrikt Grafengehaig gebildet. Neben dem Hauptort gehörten hierzu Hohenreuth, Höhhof und Seifersreuth. Zugleich entstand die Ruralgemeinde Grafengehaig, die deckungsgleich mit dem Steuerdistrikt war. Sie unterstand in Verwaltung und Gerichtsbarkeit dem Landgericht Stadtsteinach und in der Finanzverwaltung dem Rentamt Stadtsteinach (1919 in Finanzamt Stadtsteinach umbenannt). Von 1816 bis 1823 war das Herrschaftsgericht Heinersreuth zuständig. In der freiwilligen Gerichtsbarkeit unterstanden die Hälfte der Anwesen unterschiedlichen Patrimonialgerichten bis 1849. Am 16. August 1835 wurde Weiglas von der Gemeinde Weidmes an Grafengehaig überwiesen. Ab 1862 gehörte Grafengehaig zum Bezirksamt Stadtsteinach. Die Gerichtsbarkeit blieb beim Landgericht Stadtsteinach (1879 in Amtsgericht Stadtsteinach umgewandelt). Am 21. September 1886 kam die Mehlthaumühle von der Gemeinde Eppenreuth hinzu. 1964 hatte die Gemeinde eine Fläche von 5,713 km².

### Eingemeindungen
Am 1. Januar 1972 wurden im Zuge der Gebietsreform in Bayern die Gemeinden Eppenreuth, Grünlas, Horbach, Rappetenreuth, Schlockenau, Walberngrün und Weidmes nach Grafengehaig eingegliedert.

### Einwohnerentwicklung
Im Zeitraum von 1988 bis 2018 sank die Einwohnerzahl von 1061 auf 879 um 182 bzw. um 17,2 %. Am 31. Dezember 1992 hatte der Markt 1123 Einwohner.
Gemeinde Grafengehaig
| Jahr      | 1819   | 1840   | 1852   | 1861   | 1867   | 1871   | 1875   | 1880   | 1885   | 1890   | 1895   | 1900   | 1905   | 1910   | 1919   | 1925   | 1933   | 1939   | 1946   | 1950   | 1961   | 1970   | 1987   | 2002 | 2010   | 2015   | 2021   |
| Einwohner | 339    | 600    | 633    | 605    | 646    | 641    | 650    | 665    | 666    | 644    | 570    | 552    | 548    | 507    | 475    | 481    | 482    | 439    | 623    | 616    | 576    | 545    | 1109   | 1075 | 958    | 887    | 827    |
| Häuser    |        |        |        |        |        | 76     |        |        | 78     | 81     |        | 85     |        |        |        | 85     |        |        |        | 88     | 108    |        | 382    |      |        | 389    | 395    |
| Quelle    | [ 13 ] | [ 14 ] | [ 14 ] | [ 15 ] | [ 16 ] | [ 17 ] | [ 18 ] | [ 19 ] | [ 20 ] | [ 21 ] | [ 14 ] | [ 22 ] | [ 14 ] | [ 23 ] | [ 14 ] | [ 24 ] | [ 14 ] | [ 14 ] | [ 14 ] | [ 25 ] | [ 10 ] | [ 26 ] | [ 27 ] |      | [ 28 ] | [ 28 ] | [ 29 ] |

Ort Grafengehaig
| Jahr      | 001818 | 001819 | 001861 | 001871 | 001885 | 001900 | 001925 | 001950 | 001961 | 001970 | 001987 |
| Einwohner |        | 304    | 396    | 410    | 418    | 363    | 320    | 466    | 457    | 443    | 390    |
| Häuser    | 50     |        |        |        | 51     | 58     | 58     | 61     | 81     |        | 109    |
| Quelle    | [ 9 ]  | [ 13 ] | [ 15 ] | [ 17 ] | [ 20 ] | [ 22 ] | [ 24 ] | [ 25 ] | [ 10 ] | [ 26 ] | [ 27 ] |

## Religionen
Im 16. und 17. Jahrhundert bemühten sich die Bamberger Fürstbischöfe sehr darum, den protestantischen Ort zu rekatholisieren. Von 1625 bis 1631 wurde zu diesem Zweck ein Priester in dem ritterschaftlichen Ort eingesetzt, musste unter dem Druck der in der schwedischen Kriegswende 1631/1632 erstarkenden evangelischen Partei aber weichen. Nach dem Krieg konnte die Pfarrei auf der Grundlage der Normaljahresregel des Westfälischen Friedens wieder ungehindert und kontinuierlich mit protestantischen Geistlichen besetzt werden.
Die Bevölkerung von Grafengehaig ist heute mehrheitlich evangelisch-lutherisch. Zur Kirchengemeinde gehören über die politische Gemeindegrenze hinaus die Ortschaft Gösmes sowie die evangelische Bevölkerung aus Buckenreuth, Hohenberg, Neuensorg und Traindorf.

## Politik
Die Gemeinde ist Mitglied der Verwaltungsgemeinschaft Marktleugast.

### Gemeinderat

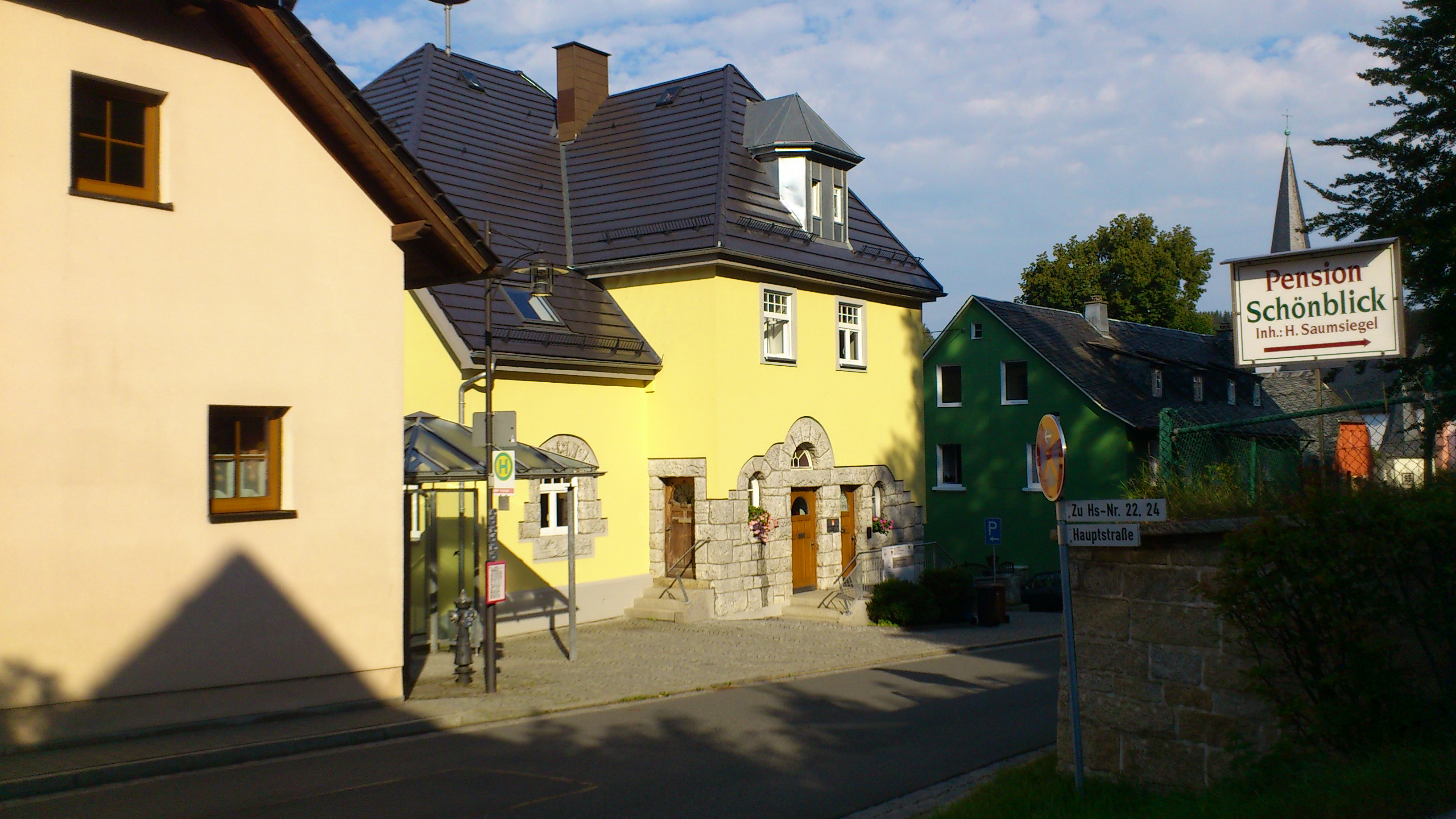
Rathaus Grafengehaig

Die Kommunalwahlen 2002, 2008 und 2014 führten zu folgenden Sitzverteilungen im Marktgemeinderat:
| Wählergruppe                                       | 2002     | 2008     | 2014     |
| -------------------------------------------------- | -------- | -------- | -------- |
| Dorfgemeinschaft / Überörtliche Wählergemeinschaft | 05 Sitze | 04 Sitze | 05 Sitze |
| Wählergemeinschaft Eppenreuth-Schlockenau          | 03 Sitze | 03 Sitze | 03 Sitze |
| Wählergruppe Mühlweg                               | 02 Sitze | 03 Sitze | 03 Sitze |
| Vereinigte Wählergemeinschaft Weidmes              | 01 Sitze | 01 Sitze | 0------e |
| Freie Wählergemeinschaft Horbach-Grünlas           | 01 Sitze | 01 Sitze | 01 Sitze |
| Gesamt                                             | 12 Sitze | 12 Sitze | 12 Sitze |

### Bürgermeister
Erster Bürgermeister ist seit 2008 Werner Burger (Dorfgemeinschaft/Überörtliche Wählergemeinschaft). Sein Vorgänger war Fritz Schramm (Dorfgemeinschaft/überörtliche Wählergemeinschaft).

### Gemeindefinanzen
Im Jahr 2011 betrugen die Gemeindesteuereinnahmen 475.000 Euro, davon waren 69.000 Euro Gewerbesteuereinnahmen (netto).

### Wappen und Flagge
Wappen
| Wappen von Grafengehaig | Blasonierung: „In Rot eine silberne Wehrmauer. Mittig ein silberner Torturm mit spitzem Dach, der rechts von einem goldenen Weberschiffchen mit silberner Spule und links von einer goldenen Ähre beseitet ist.“                                                                      |
| Wappen von Grafengehaig | Wappenbegründung: In Grafengehaig wurde seit langer Zeit die Hausweberei betrieben, die neben der Landwirtschaft das Wirtschaftsleben der Gemeinde prägte. Heute ist die Textilindustrie durch Großwebereien vertreten. Das Gemeindewappen erhielt 1968 die ministerielle Zustimmung. |

Flagge
Die Gemeindeflagge ist weiß-rot.

## Kultur

### Bau- und Bodendenkmäler

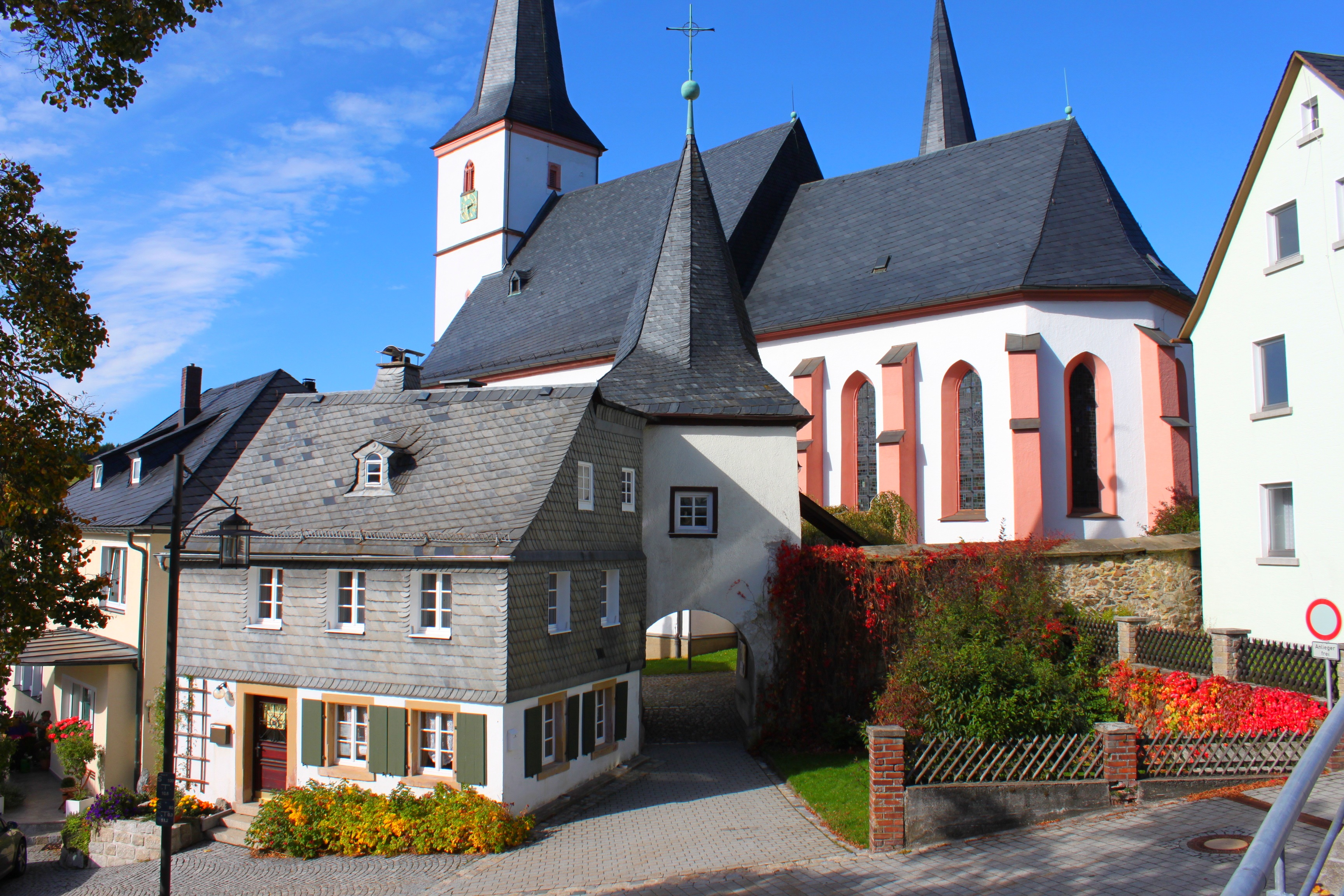
Wehrkirche „Zum Heiligen Geist“

#### Wehrkirche
Kunsttopographisch bemerkenswert ist die Wehrkirche Zum Heiligen Geist mit ihrer Wehranlage. Der im 18. Jahrhundert erneuerte Torturm zum Markt gilt als Wahrzeichen des Ortes. Die Ortsgeschichte wird durch die bambergischen Farben Silber und Rot angedeutet, weil das Hochstift Bamberg die Landeshoheit über Grafengehaig innehatte.
Erbaut im 13./14. Jahrhundert, mit Wehrturm und Kirchhofbefestigung aus dem 15. Jahrhundert. Darin befinden sich Grabdenkmäler derer von Wildenstein, ein Kruzifix aus dem Jahre 1532 sowie eine Kanzel von 1520. Die Halle ist dreischiffig und wird von vier mächtigen Rundpfeilern getragen. Ein Kreuzrippengewölbe aus der Zeit um 1500 sowie Deckengemälde aus der Zeit zwischen ca. 1500 und 1625 prägen das Kircheninnere. Die Kirchhofbefestigung schließt das Mesnerhaus und einen Wehrturm aus dem 15. Jahrhundert ein.

#### Burgstall Eulenburg
Der Burgstall Eulenburg befindet sich auf dem gleichnamigen Berg Eulenburg 626 m ü. NHN zwischen dem südlichen Ortsausgang von Grafengehaig und der Hohenreuther Siedlung. Nach mündlicher Überlieferung war es noch um 1900 eine Ruine, später wurde sie
abgetragen, unterirdische Gänge befinden sich im Berg.

### Naturdenkmäler

#### Steinachklamm
Die Steinachklamm im Steinachtal markiert den Durchbruch der Unteren Steinach und ist ein Naturdenkmal. Sie liegt südwestlich von Grafengehaig (etwa vier Kilometer), direkt hinter der Gemeindegrenze unterhalb der Ortschaft Wildenstein, die bereits zur Gemeinde Presseck gehört.
Die Felsenwände der Steinachklamm bestehen aus Quarzkeratophyr, einem sehr harten Vulkangestein. Wie eine riesige Sperrmauer lag der Felsriegel gegen den Wasserlauf der Unteren Steinach, bis diese sich in Jahrtausenden einen Durchbruch genagt hatte. Die Felsen stehen in mächtigen Bänken übereinander und trugen in der Vergangenheit auf ihrem Gipfel die Burg Wildenstein.
Die Steinachklamm ist vom Bayerischen Landesamt für Umwelt als Geotop 477R003 ausgewiesen und mit dem offiziellen Gütesiegel Bayerns schönste Geotope ausgezeichnet worden.

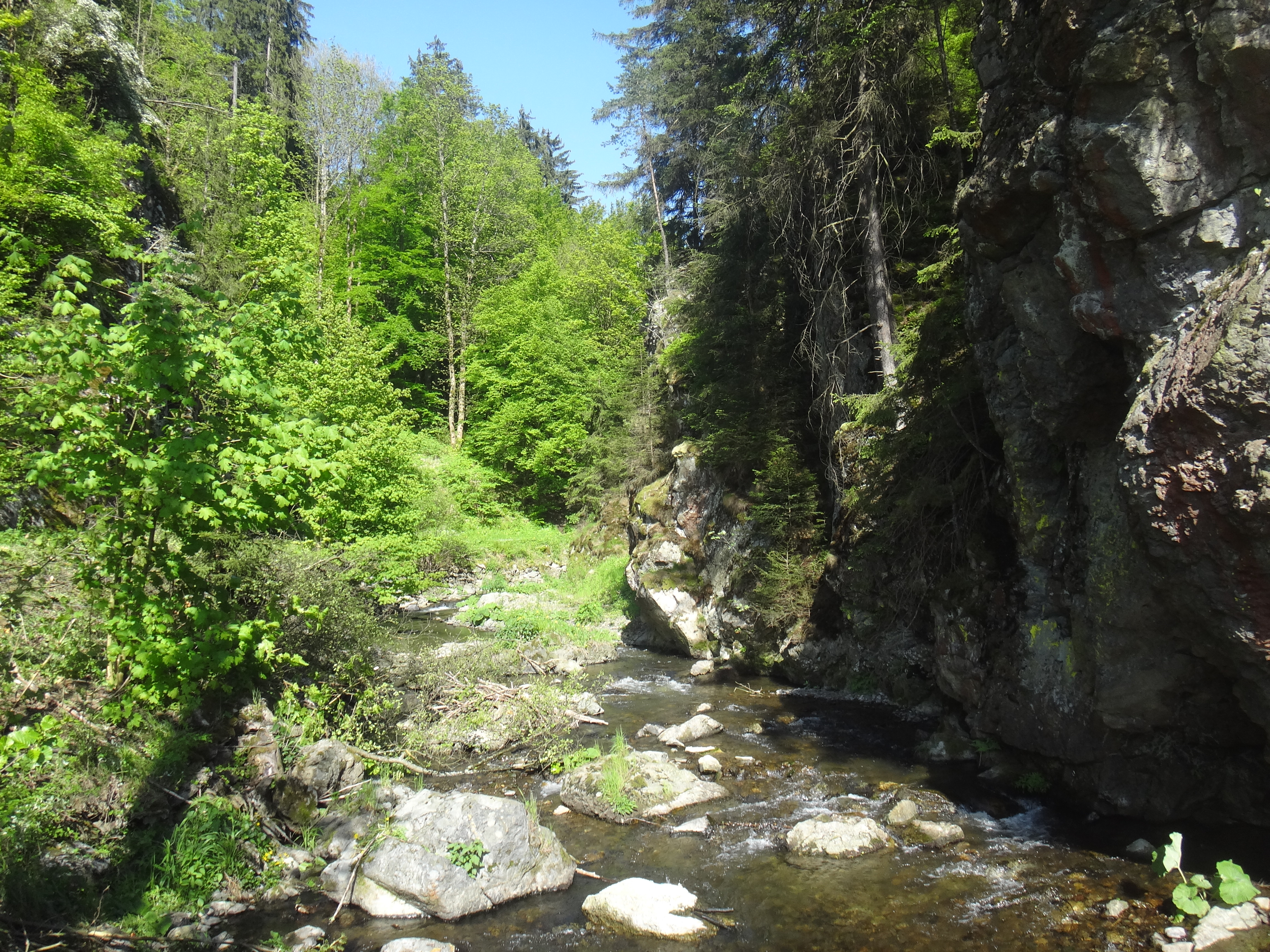
Steinachklamm
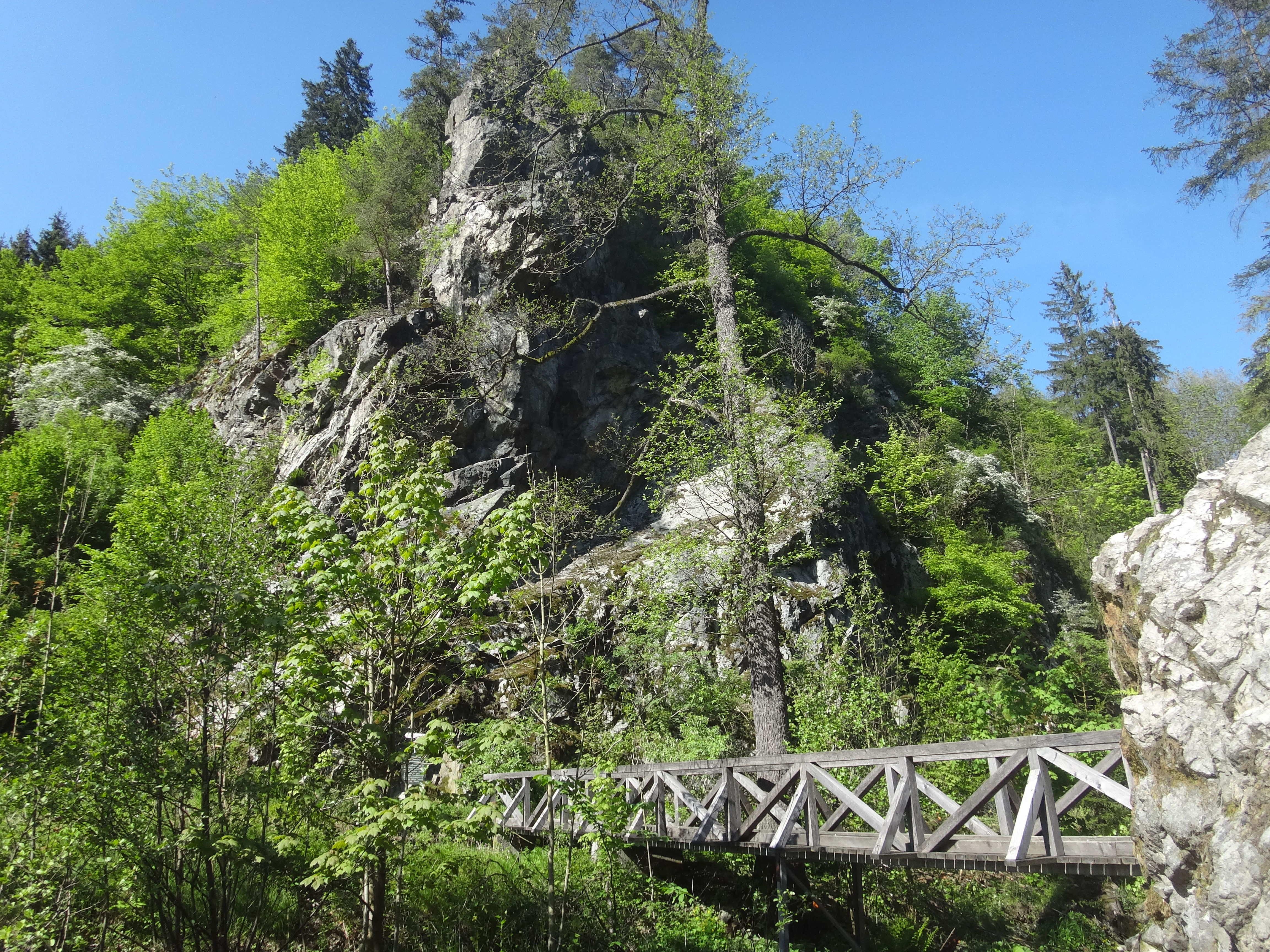
Steinachklamm

#### Eisenberg
Der Eisenberg mit 544 m ü. NHN liegt etwa zwei Kilometer südwestlich von Grafengehaig. An seinem Südhang liegt in einer Senke der Gemeindeteil Seifersreuth. Der Ortsname geht vermutlich auf die Erzgewinnung durch Seifen zurück.
Der Name des Berges entstand infolge des dortigen Abbaus von Eisenerz, das im Guttenberger Hammer und im Waffenhammer verarbeitet wurde. Der Gipfel des Eisenberges ist ein Bodendenkmal, auf ihm befand sich eine frühgeschichtliche bzw. vorzeitliche Befestigung vermutlich aus der Keltenzeit. Um den Berg herum führt der Mühlenweg. Neben interessanten Informationen auf Tafeln über Geschichte und Brauchtum bietet der Mühlenweg außerdem eine zauberhafte Natur.

Eisenberg von Westen
Mariengrotte am Mühlenweg

### Freizeit
Im Gemeindegebiet gibt es 23 Vereine.
Die Landschaft lädt zum Wandern, Radfahren, Mountainbiken sowie im Winter zum Ski, Skilanglauf und Rodeln ein.
In Grafengehaig gibt es eine Fremdenpension und mehrere Ferienwohnungen.

Frankenwaldhalle Grafengehaig

- Die Frankenwaldhalle Frankenwaldhalle Grafengehaig bietet vielfältige Möglichkeiten für Sport und Festveranstaltungen. Sie wird auch für Konzerte, Theateraufführungen und Großveranstaltungen mit einer Kapazität von ca. 500–700 Personen genutzt.
- Walberngrüner Gletscher

Wintersportzentrum im Gemeindeteil Walberngrün mit Flutlichtloipe (Länge ca. 2,5 Kilometer, 80 Höhenmeter). Um das Wintersportzentrum führen ca. 20 Kilometer gespurte Loipen.

### Sport
SV Grafengehaig
- Fußball
- Damengymnastik

SG Gösmes/Walberngrün
- Fußball
- Wintersport
- Gymnastikgruppe

## Wirtschaft und Infrastruktur
Industrie, Handel und Gewerbe bieten ca. 300 Arbeitsplätze (Webereien, Schlosserei, Hammerwerk, Bauhauptgewerbe, Lebensmittel). Zudem gibt es mehrere landwirtschaftliche Betriebe mit einer landwirtschaftlich genutzten Fläche von 907 Hektar, davon sind 613 Hektar Ackerfläche (Stand 2012).
In Grafengehaig gibt es eine allgemeinmedizinische Gemeinschaftspraxis sowie im Gemeindegebiet eine Praxis für Physiotherapie und einen Heilpraktiker.
Der Diakonieverein Grafengehaig/Presseck ist für die Krankenpflege zuständig.
Für das Gemeindegebiet gibt es einen Helfer vor Ort (HvO).
Zur Versorgung der Bevölkerung gibt es einen Lebensmittelmarkt, der auch Back- und Fleischwaren anbietet. In Grafengehaig befinden sich die Frankenwaldhalle und ein Gasthaus, in Seifersreuth, Schlockenau, Horbach und Weidmes gibt es jeweils ein Landgasthaus und in Walberngrün das Sportheim.

### Ansässige Unternehmen
Die vier größten Unternehmen in Grafengehaig sind:
- Horn textiles – Horn KG
- J. Erhardt & Sohn GmbH & Co. KG
- Krumpholz Werkzeuge
- Vießmann Bau GmbH

### Bildung
Es gibt folgende Einrichtungen (Stand 2014):
- einen Kindergarten mit 25 Plätzen

### Verkehr
Es besteht eine Busverbindung Kulmbach – Grafengehaig – Helmbrechts. Die nächsten Bahnhöfe befinden sich in Untersteinach und in Helmbrechts; diese können ebenfalls mit dem Bus erreicht werden.
Die Staatsstraße 2158 führt über die Großrehmühle und an Neuensorg vorbei nach Marktleugast (5 km südöstlich) bzw. über Eppenreuth zur Staatsstraße 2195 bei Enchenreuth (5 km nordöstlich). Eine Gemeindeverbindungsstraße führt nach Seifersreuth (1,5 km südwestlich). Anliegerwege verbinden mit Höhhof (0,6 km nördlich), mit Hohenreuth (0,7 km östlich), mit Weiglas (0,6 km südlich) und mit Mehlthaumühle (0,5 km südöstlich).

## Persönlichkeiten
- Herbert Hofmann (1936–2014), in Grünlas geborener Politiker (CSU), bayerischer Landtagsabgeordneter